# Théoclymène
Ne pas confondre avec Théoclymène (fils de Protée).
Dans la mythologie grecque, Théoclymène (en grec ancien Θεοκλύμενος) est un devin grec.

## Mythe
Exilé à Argos après avoir tué son beau-père, Nélée, Bias s’y installe avec son frère Mélampous et son épouse Péro, qui la rend mère d’Antiphatés et Mantios. Mantios fut père de Polyphide, devin, père de Théoclymène. Télémaque confie la garde de Théoclymène à Piréos, homme d’Ithaque, dévoué et de confiance, puis l’accueille à la cour. Théoclymène confirmera le retour de son roi Ulysse.